# Malephora purpureocrocea
Malephora purpureocrocea är en isörtsväxtart som först beskrevs av Adrian Hardy Haworth, och fick sitt nu gällande namn av Schwant. Malephora purpureocrocea ingår i släktet Malephora och familjen isörtsväxter. Inga underarter finns listade i Catalogue of Life.